# North of Scotland Cup 2012–13
North of Scotland Cup 2012-13 khởi tranh ngày 28 tháng 7 năm 2012 và kết thúc ngày 20 tháng 10 năm 2012.
Mùa giải này chứng kiến AJG Parcels là nhà tài trợ năm đầu tiên với việc bốc thăm diễn ra tại Tulloch Caledonian Stadium, Inverness ngày 15 tháng 6 năm 2012. Việc bốc thăm, như những năm trước, được chia theo khu vực Bắc và Đông và vì số đội tham gia không chẵn nên một số đội được đi thẳng vào vòng Hai.

## Các đội bóng tham gia mùa giải 2012-13
- Brora Rangers
- Clachnacuddin
- Elgin City
- Forres Mechanics
- Fort William
- Halkirk United
- Inverness Caledonian Thistle
- Lossiemouth
- Nairn County
- Ross County
- Rothes
- Strathspey Thistle
- Thurso
- Wick Academy[3]

## Vòng Một

### Phía Đông
| 28 tháng 7 năm 2012 | Fort William      | 1 − 4 | Lossiemouth                                    | Claggan Park, Fort William |  |
| 15:00 BST           | Lewis Corbett 40' |       | Ross Archibald 14', 57', 75' · Kevin Grant 42' | Trọng tài: Douglas Ross    |  |

| 31 tháng 7 năm 2012 | Inverness Caledonian Thistle | 1 − 1 (s.h.p.) (8 − 9 p) | Forres Mechanics   | Mosset Park, Forres      |  |
| 19:30 BST           | Ryan Watson 55'              |                          | Craig McGovern 78' | Trọng tài: Graham Fraser |  |

| 31 tháng 7 năm 2012 | Rothes                    | 1 − 4 | Nairn County F.C.                                                | Mackessack Park, Rothes |  |
| 20:00 BST           | Sean McIntosh 89' (ph.đ.) |       | Conor Gethins 49', 61' · Andrew Neill 60' · Robert Duncanson 64' | Trọng tài: Thomas Shaw  |  |

### Phía Bắc
| 31 tháng 7 năm 2012 | Wick Academy | 7 − 1  | Halkirk Utd                               | Harmsworth Park, Wick   |  |
| 20:00 BST           | Richard Macadie 16', 83' (Pen.) · Bryan McKiddie 22' · Stevie Cunningham 39' · Sam Mackay 51', 65' · Gary Manson 57' · Michael Steven 26' | Report | Chris Sutherland 81' · Colin Davidson 49' | Trọng tài: Graham Elder |  |

| 1 tháng 8 năm 2012 | Golspie Sutherland | 0 − 4 | Brora Rangers | King George V Park, Golspie |
| 20:00 BST          |                    |       |               |                             |

## Vòng Hai

### Phía Đông
| 7 tháng 8 năm 2012 | Nairn County | 4 − 1 | Lossiemouth F.C. | Station Park, Nairn |
| 20:00 BST          |              |       |                  |                     |

| 8 tháng 8 năm 2012 | Strathspey Thistle | 0 − 2 | Forres Mechanics | Seafield Park, Grantown-on-Spey |
| 20:00 BST          |                    |       |                  |                                 |

### Phía Bắc
| 8 tháng 8 năm 2012 | Clachnacuddin | 1 − 3 | Wick Academy | Grant Street Park, Inverness |
| 20:00 BST          |               |       |              |                              |

| 8 tháng 8 năm 2012 | Thurso | 0 − 7 | Brora Rangers | Harmsworth Park, Wick |
| 20:00 BST          |        |       |               |                       |

## Bán kết

### Phía Đông
| 11 tháng 9 năm 2012 | Nairn County                                | 3 − 2  | Forres Mechanics                 | Station Park, Nairn |  |
| 20:00 BST           | John Cameron 2' · Robert Duncanson 48', 80' | Report | Kevin Duguid 1' · Kyle Scott 65' |                     |  |

### Phía Bắc
| 12 tháng 9 năm 2012 | Wick Academy                                                | 3 − 0  | Brora Rangers | Harmsworth Park, Wick   |  |
| 20:00 BST           | Craig Shearer 21' · Richard Macadie 23' · James Pickles 49' | Report |               | Trọng tài: Graham Elder |  |

## Chung kết
| Wick Academy      | 1 − 2 (s.h.p.) | Nairn County                            |
| ----------------- | -------------- | --------------------------------------- |
| Craig Shearer 77' | Daily Record   | Robbie Duncanson 6' · John Cameron 102' |